# Вилхелм II Нидерландски
Вилхелм II Фридрих Георг Лудвиг фон Насау-Орания (на нидерландски: Willem Frederik George Lodewijk van Oranje-Nassau; на немски: Wilhelm Friedrich Georg Ludwig von Oranien-Nassau; * 6 декември 1792, Хага; † 17 март 1849, Тилбург) е вторият крал на Нидерландия и в лична уния велик херцог на Люксембург и херцог на Лимбург. Той управлява от 7 октомври 1840 до смъртта си през 1849 г.

## Биография
Той е най-възрастният син на нидерландския принц и по-късен крал Вилхелм I (1772 – 1843) и съпругата му Фридерика Луиза Вилхелмина Пруска (1774 – 1837), дъщеря на Фридрих Вилхелм II (1744 – 1797), крал на Прусия.
Възпитаван е във военната академия в Берлин, след това следва в Оксфорд и влиза на служба в британската армия. Баща му абдакира на 7 октомври 1840 г. и той получава короната на Нидерландия.
След смъртта му (1849) е последван от сина му Вилхелм III.

## Фамилия
Вилхелм II се жени на 21 февруари 1816 г. в Петербург 1816 г. за великата руска княгиня Анна Павловна (1795 – 1865), дъщеря на руския император Павел I и Мария Фьодоровна (принцеса София Доротея Вюртембергска). Те имат пет деца:
- Вилхелм III Александер Паул Фридрих Лудвиг (1817 – 1890), крал на Нидерландия, ∞ 1839 София Вюртембергска
- Вилхелм Александер Фридрих Константин Николаус Михаел (1818 – 1848)
- Вилхелм Фридрих Хайнрих (1820 – 1879), ∞ 1853 Амалия фон Саксония-Ваймар-Айзенах (1830 – 1872) и 1878 Мария Пруска (1855 – 1888)
- Вилхелм Александър Фридрих Ернст Казимир (1822 – 1822)
- Вилхелмина Мария София Луиза (1824 – 1897), ∞ 1842 велик херцог Карл Александер фон Саксония-Ваймар-Айзенах (1818 – 1901), син на Мария Павловна